# Рапопорт, Арон
Арон Рапопорт (англ. Aaron Rapoport; 15 января 1895, Березино, Минская губерния — 31 августа 1964, Нью-Йорк, Нью-Йорк) — американский поэт на идише, журналист.

## Биография
Сын Гершона и Хаше-Майи Рапопортов. Получил традиционное еврейское религиозное образование. В 1911 эмигрировал с родителями в США. Окончил техникум в Нью-Йорке. Участник Первой мировой войны. Был соредактором ежемесячного издания «Най йдиш» (1922).

Первые его стихи был и опубликованы в известном еврейском американском издании «Форвертс».

### Произведения
- «Дурх фаервент» («Сквозь огненные ворота») (1925, Нью-Йорк)
- «Шейдим» (1927, Нью-Йорк)
- «Маисе шоп» («Портновские истории») (1935, Нью-Йорк)
- «Двойре ди невие» («Двойра-пророчица») (1965, Тель-Авив)